# 2-シアノアセトアミド
2-シアノアセトアミド（英: 2-Cyanoacetamide）は、化学式C3H4N2Oで表される有機化合物である。

## 製法
酸触媒を含む還流トルエンまたはペプチドカップリング試薬を含むテトラヒドロフラン中の対応アミンとシアノ酢酸から調製することができる。日本の毒物及び劇物取締法上は劇物に分類される。

## 用途
馬鈴薯畑向け除草剤のシモキサニルや、抗癌剤の4-アミノ-3-キノリンカルボニトリルなど有機合成化学原料などに用いられる。